# Grand Prix Formule 1 van de Verenigde Staten West 1980
De Grand Prix Formule 1 van de Verenigde Staten West 1980 werd gehouden op 30 maart 1980 in Long Beach.

## Uitslag
| Positie | Nr | Rijder                | Team            | Ronden | Tijd/Opgave    | Startplaats | Punten |
| ------- | -- | --------------------- | --------------- | ------ | -------------- | ----------- | ------ |
| 1       | 5  | Nelson Piquet         | Brabham-Ford    | 80     | 1:50:19.4      | 1           | 9      |
| 2       | 29 | Riccardo Patrese      | Arrows-Ford     | 80     | +49.212        | 8           | 6      |
| 3       | 20 | Emerson Fittipaldi    | Fittipaldi-Ford | 80     | +1:18.563      | 24          | 4      |
| 4       | 7  | John Watson           | McLaren-Ford    | 79     | +1 Ronde       | 21          | 3      |
| 5       | 1  | Jody Scheckter        | Ferrari         | 79     | +1 Ronde       | 16          | 2      |
| 6       | 25 | Didier Pironi         | Ligier-Ford     | 79     | +1 Ronde       | 9           | 1      |
| 7       | 30 | Jochen Mass           | Arrows-Ford     | 79     | +1 Ronde       | 17          |        |
| 8       | 4  | Derek Daly            | Tyrrell-Ford    | 79     | +1 Ronde       | 14          |        |
| 9       | 16 | René Arnoux           | Renault         | 78     | +2 Rondes      | 2           |        |
| 10      | 15 | Jean-Pierre Jabouille | Renault         | 71     | +9 Rondes      | 11          |        |
| NF      | 21 | Keke Rosberg          | Fittipaldi-Ford | 58     | Oververhitting | 22          |        |
| NF      | 14 | Clay Regazzoni        | Ensign-Ford     | 50     | Ongeluk        | 23          |        |
| NF      | 23 | Bruno Giacomelli      | Alfa Romeo      | 49     | Ongeluk        | 6           |        |
| NF      | 27 | Alan Jones            | Williams-Ford   | 47     | Ongeluk        | 5           |        |
| NF      | 2  | Gilles Villeneuve     | Ferrari         | 46     | Transmissie    | 10          |        |
| NF      | 22 | Patrick Depailler     | Alfa Romeo      | 40     | Ophanging      | 3           |        |
| NF      | 26 | Jacques Laffite       | Ligier-Ford     | 36     | Lekke band     | 13          |        |
| NF      | 31 | Eddie Cheever         | Osella-Ford     | 11     | Transmissie    | 19          |        |
| NF      | 28 | Carlos Reutemann      | Williams-Ford   | 3      | Transmissie    | 7           |        |
| NF      | 3  | Jean-Pierre Jarier    | Tyrrell-Ford    | 3      | Ongeluk        | 12          |        |
| NF      | 12 | Elio de Angelis       | Lotus-Ford      | 3      | Ongeluk        | 20          |        |
| NF      | 9  | Jan Lammers           | ATS-Ford        | 0      | Transmissie    | 4           |        |
| NF      | 11 | Mario Andretti        | Lotus-Ford      | 0      | Ongeluk        | 15          |        |
| NF      | 6  | Ricardo Zunino        | Brabham-Ford    | 0      | Ongeluk        | 18          |        |
| NQ      | 18 | Dave Kennedy          | Shadow-Ford     |        |                |             |        |
| NQ      | 17 | Geoff Lees            | Shadow-Ford     |        |                |             |        |
| NQ      | 8  | Stephen South         | McLaren-Ford    |        |                |             |        |

## Statistieken
| Pole-position | Nelson Piquet | Brabham-Ford | 1:17.694 |
| Snelste ronde | Nelson Piquet | Brabham-Ford | 1:19.83  |

## Noot
- Dit was het debuut voor de Britse coureur Stephen South als vervanger voor Alain Prost die herstelde van een gebroken pols.
- Honderdste Grand Prix-start voor Mario Andretti. Hiermee was Andretti de veertiende coureur die minstens 100 Grands Prix had gereden.
- Eerste pole position, eerste rondes als raceleider, eerste Grand Prix-winst en eerste Grand Slam voor Nelson Piquet. Tevens eerste Grand Slam voor een Braziliaanse coureur.
- Dit was de laatste race voor Clay Regazzoni nadat hij botste met de geparkeerde wagen van Ricardo Zunino. Regazzoni raakte als gevolg van deze crash verlamd van zijn voeten tot aan zijn middel en zou nooit meer kunnen lopen. Hij zou zijn race-carrière echter wel vervolgen buiten de Formule 1 met volledig handgestuurde voertuigen.[1]

Grand Prix Formule 1 van de Verenigde Staten: 1908 · 1910 · 1911 · 1912 · 1914 · 1915 · 1916 · 1959 · 1960 · 1961 · 1962 · 1963 · 1964 · 1965 · 1966 · 1967 · 1968 · 1969 · 1970 · 1971 · 1972 · 1973 · 1974 · 1975 · 1976 · 1977 · 1978 · 1979 · 1980 · 1989 · 1990 · 1991 · 2000 · 2001 · 2002 · 2003 · 2004 · 2005 · 2006 · 2007 · 2012 · 2013 · 2014 · 2015 · 2016 · 2017 · 2018 · 2019 · 2021 · 2022 · 2023 · 2024 · 2025 · 2026

Indianapolis 500: 1950 · 1951 · 1952 · 1953 · 1954 · 1955 · 1956 · 1957 · 1958 · 1959 · 1960

Grand Prix Formule 1 van de Verenigde Staten West: 1976 · 1977 · 1978 · 1979 · 1980 · 1981 · 1982 · 1983

Grand Prix Formule 1 van Las Vegas: 1981 · 1982 · 2023 · 2024 · 2025

Grand Prix Formule 1 van de Verenigde Staten Oost: 1982 · 1983 · 1984 · 1985 · 1986 · 1987 · 1988

Grand Prix Formule 1 van Dallas: 1984

Grand Prix Formule 1 van Miami: 2022 · 2023 · 2024 · 2025 · 2026 · 2027 · 2028 · 2029 · 2030 · 2031